# 马尔利
马尔利（法語：Marly，法語發音：[maʁli]），法国北部城市，上法兰西大区北部省的一个市镇，隶属于瓦朗谢讷区，其市镇面积为8.04平方公里，2022年1月1日时人口数量为11,980人，在法国城市中排名第807位。
马尔利位于北部省东部，瓦朗谢讷市区东南侧，是瓦朗谢讷的一个近郊卫星城。

## 地名来源
根据当地官方网站的论述，“Marly”一名最初以拉丁语“Marliacum”的形式被记载，其含义可能为“靠近水源的土地”。除马尔利外，法国境内还有另外六个含有“Marly”的市镇。

## 历史

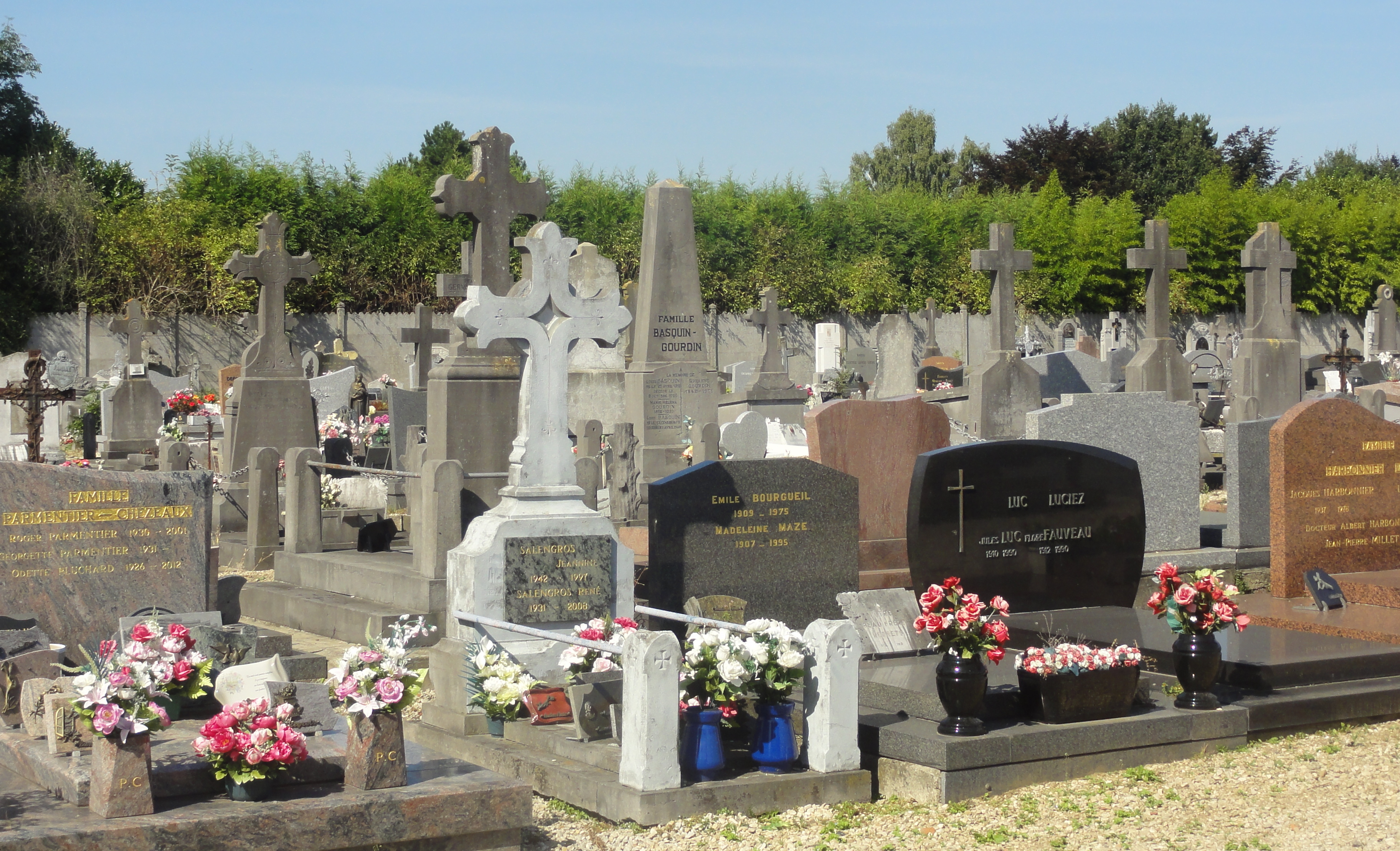
马尔利市政陵园

马尔利的早期历史尚不清楚，该区域在古典时期曾为内尔维人的活动范围，中世纪时成为埃诺伯国的一处领地，其伯爵曾在此修建了一处城堡。马尔利的首个教堂于公元1186年被记载。1334年，马尔利境内出现了一处磨坊。法国大革命后，马尔利成为北部省的一个市镇。1837年，马尔利钟楼建成。20世纪后，得益于瓦朗谢讷的城市扩张，马尔利人口数量有所增加，当地居住区域明显扩大。二战后，马尔利境内出现了集中式居民区。

## 地理

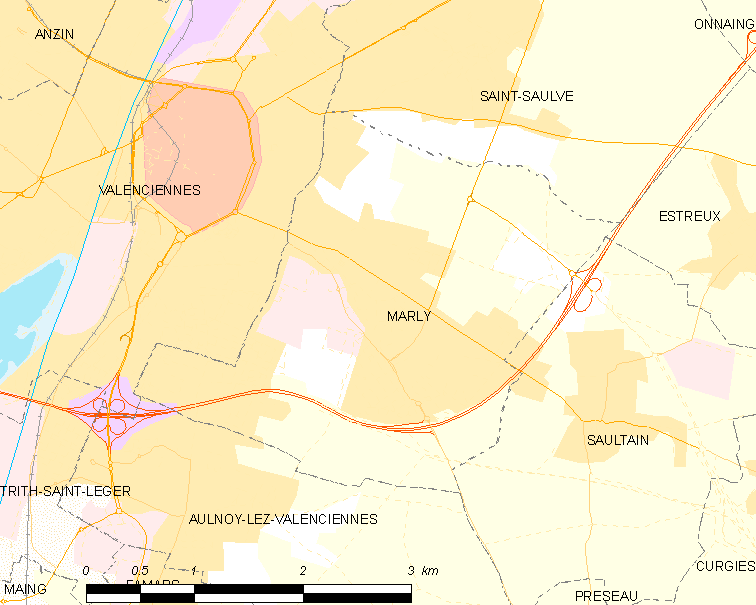
马尔利市镇范围地图

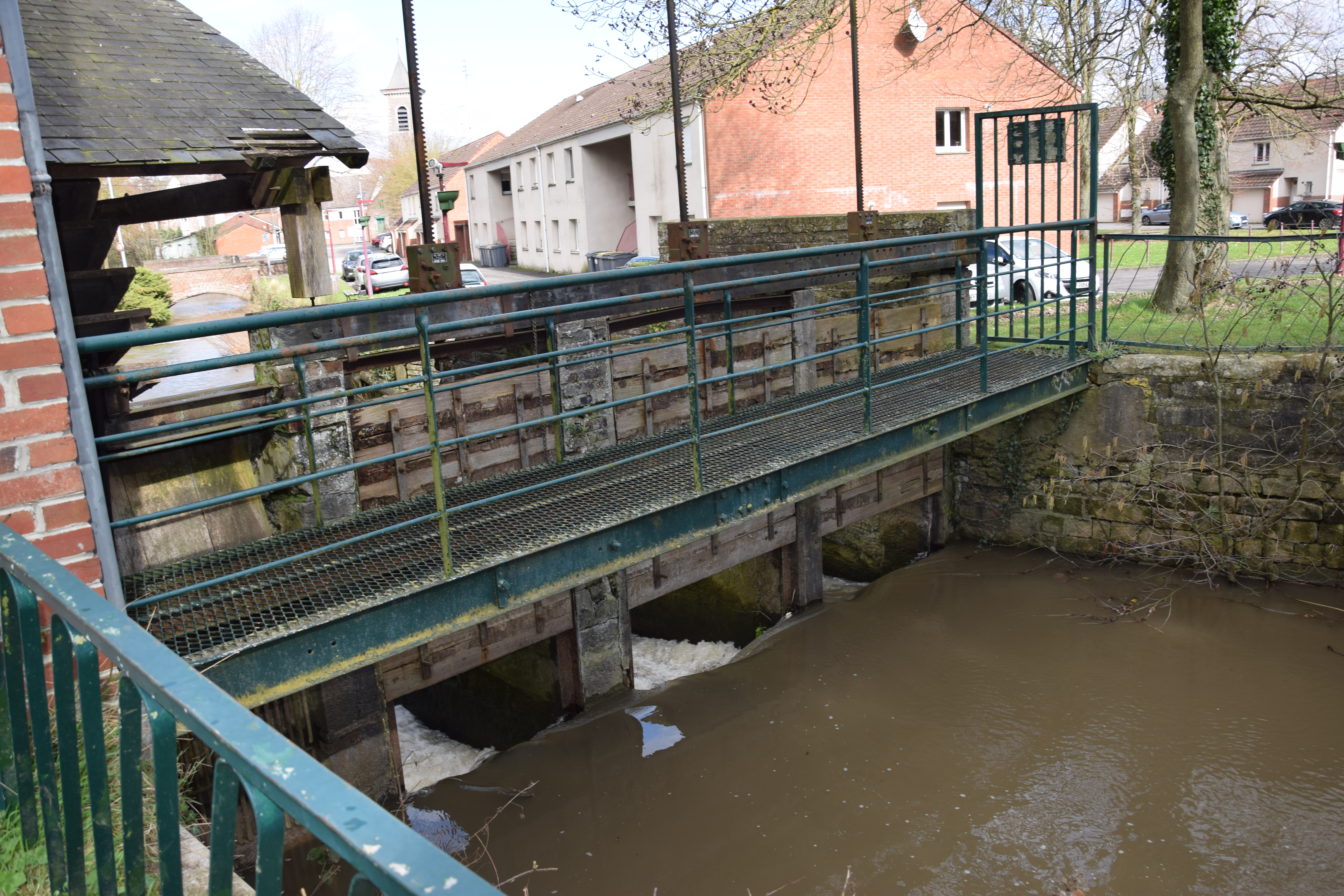
罗内勒河

马尔利位于法国北部，上法兰西大区北部和北部省东部，距离省会里尔大约55公里。与马尔利接壤的市镇包括：圣索尔沃、索尔坦、瓦朗謝訥、欧努瓦莱瓦朗谢讷、埃特勒。

### 地形
马尔利位于佛兰德平原腹地，境内以平原为主，市镇中心地势较为平坦，东南部略有起伏，全境海拔在29到70米之间。

### 水文
马尔利位于斯海尔德河流域范围内，罗内勒河自南向北流经马尔利市区。

### 植被
马尔利属于温带阔叶混交林区，雅克·布雷勒公园（Parc de Jacques Brel）是当地主要的城市绿地，林地则散落分布于多个街区。
在鲜花城市的评比中，马尔利被评为2星级鲜花城市。

### 气候
马尔利在柯本气候分类法中属于温带海洋性气候。

## 行政区划
马尔利的市镇编号为59383，邮政编号为59770。
在行政管理方面，马尔利隶属于法国上法兰西大区北部省瓦朗谢讷区；在地方选举方面，马尔利是马尔利县的中央投票站所在地，其市镇范围全境被划入北部省第二十一选区；在社会管理方面，马尔利是瓦朗谢讷都会城市圈公共社区的组成部分。
马尔利与瓦朗谢讷交界的康布雷城郊街-拉布里凯特（Zone Intercommunale Faubourg De Cambrai - La Briquette）街区为城市政策优先街区。
法国国家统计与经济研究所（简称）在进行数据统计时，将马尔利及相邻的另外55个市镇设为瓦朗谢讷城市核心区，并将包括核心区在内的周边共90个市镇划为瓦朗谢讷城市区。自2020年起，瓦朗谢讷城市区被包含102个市镇的瓦朗谢讷城市辐射区代替。此外，还将马尔利市镇分为了5个“块区”（IRIS），以便于统计人口分布情况。

## 交通

### 公路
A2高速公路经过马尔利市区南部并设有出入口；此外多条北部省省道在马尔利境内交汇，上法兰西大区下属的城际客运提供校车巴士线路，可前往周边部分市镇。
2018年，73.6%的马尔利家庭拥有至少一辆私人汽车。2019年，马尔利境内共发生各类交通事故2起，造成2人受伤。
| 22b | 2 |

| 里尔 | 57 |

| 瓦朗谢讷 | 2 |

| 昂赞 | 5 |

### 铁路
距离马尔利最近的客运铁路车站为5公里外的瓦朗谢讷站，该站停靠直通巴黎的高速列车，以及前往里尔、杜埃、沙勒维尔和康布雷方向的区域列车。

### 航空
距离马尔利最近的民用航空站为里尔机场，距离马尔利市中心的公路里程约50公里。

### 城市公共交通
马尔利是瓦朗谢讷城市公共交通（商业名称为）的服务范围，后者是瓦朗谢讷地区的城市公共交通系统。截至2022年11月，该系统共包括两条有轨电车线路和十余条公交线路，其中瓦朗谢讷有轨电车1号线的“La Briquette”站位于马尔利市镇范围内，此外还有瓦朗谢讷公交1路、S1线、L线以及多条校车线路经过马尔利市区。

## 政治

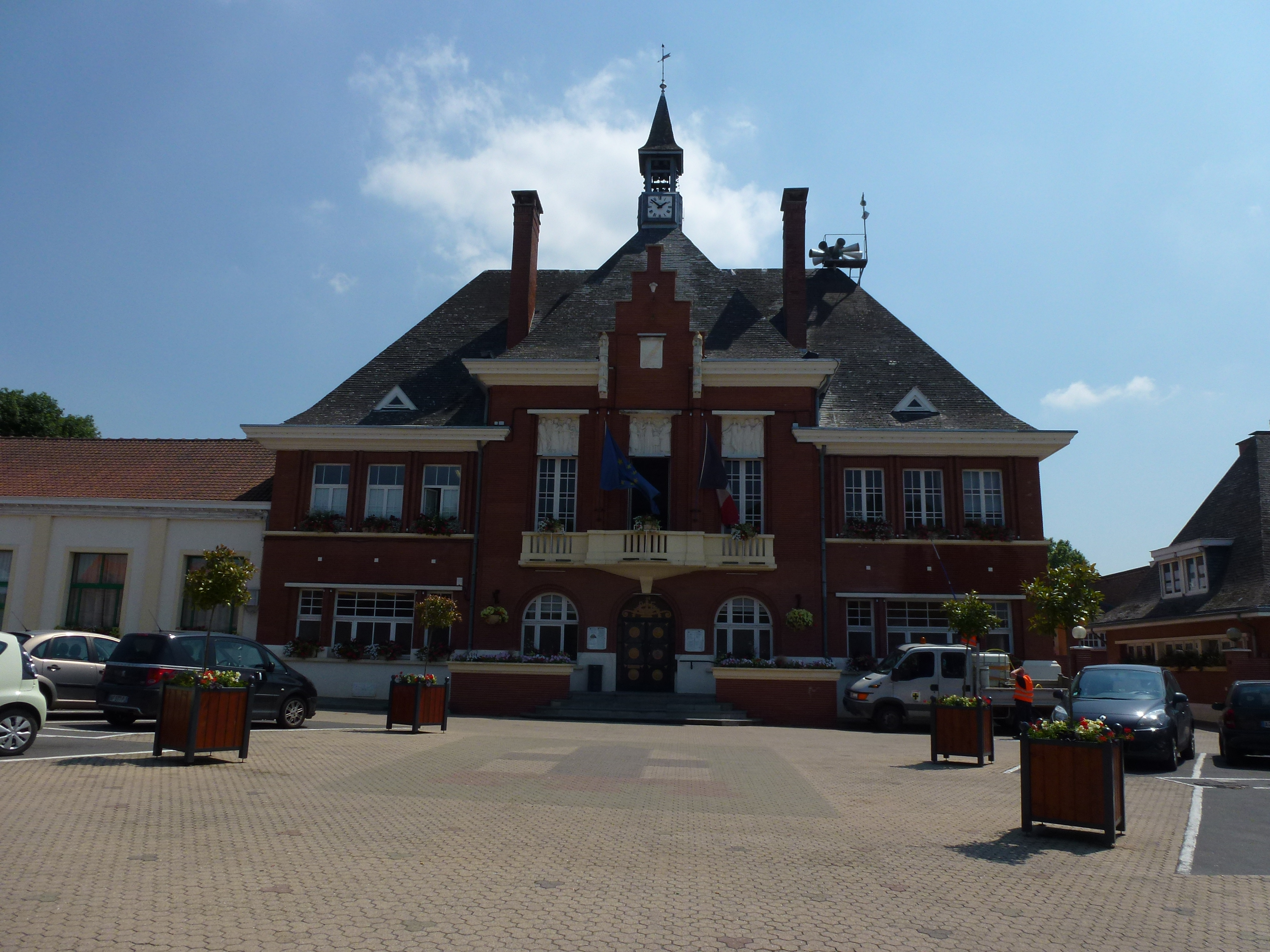
马尔利市政厅

马尔利的现任市长为让-诺埃尔·韦尔法利先生（Jean-Noël VERFAILLIE），他是一名右翼无党派人士，在2020年的市政选举中获得了100%的支持率（无其他候选人）。
在2022年的法国总统大选中，法国极右翼政党国民阵线主席玛丽娜·勒庞在马尔利获得了51.16%的支持率。

## 人口
2018年，马尔利市镇人口数量为12,074，在法国排名第807位。其中男性5,575人，女性6,499人，75岁及以上人口占8.9%，外籍人口数量为444人，人口密度为1,502人/平方公里，当地居民被称为（男性）或（女性）。2019年，马尔利境内出生160人，死亡人口130人。
| 马尔利1901年－2019年人口变化情况 |
|                                  |
| 数据来源：Cassini、INSEE         |

## 经济
马尔利是瓦朗谢讷附近的一个近郊卫星城。截止2022年9月，马尔利市镇范围内共有各类用人单位（包含自雇）1,122家，平均历史为13年，其中97.63%为中小型企业（PME），2022年9月至11月间，当地的经济活力指数为1.07%。Lyreco（办公家居）、（管理）及（自然科学研究）是当地2021年营业额最高的三个企业，分别为518,894,963欧元、73,798,871欧元和39,345,872欧元。

## 财政与居民收入
2020年，马尔利的财政收入总额为15,101,100欧元，财政支出总额为13,311,800欧元，当年的债务总额为7,990,840欧元。2021年，马尔利市镇共获得3,844,659欧元的国家财政补助，比上一年增加了1.24%。
2019年，马尔利的人均月收入总额为2,116欧元，其中高级职员为3,548欧元，低于法国平均水平（4,320欧元）；中级职员为2,349欧元，低于法国平均水平（2,411欧元）；普通职员为1,704欧元，亦低于法国平均水平（1,740欧元）。
2018年，马尔利境内的青壮年（15至64岁）失业率为21.5%，当地37.6%的家庭拥有纳税资格，平均纳税2,218欧元，低于法国平均水平（3,910欧元）。

## 社会事务

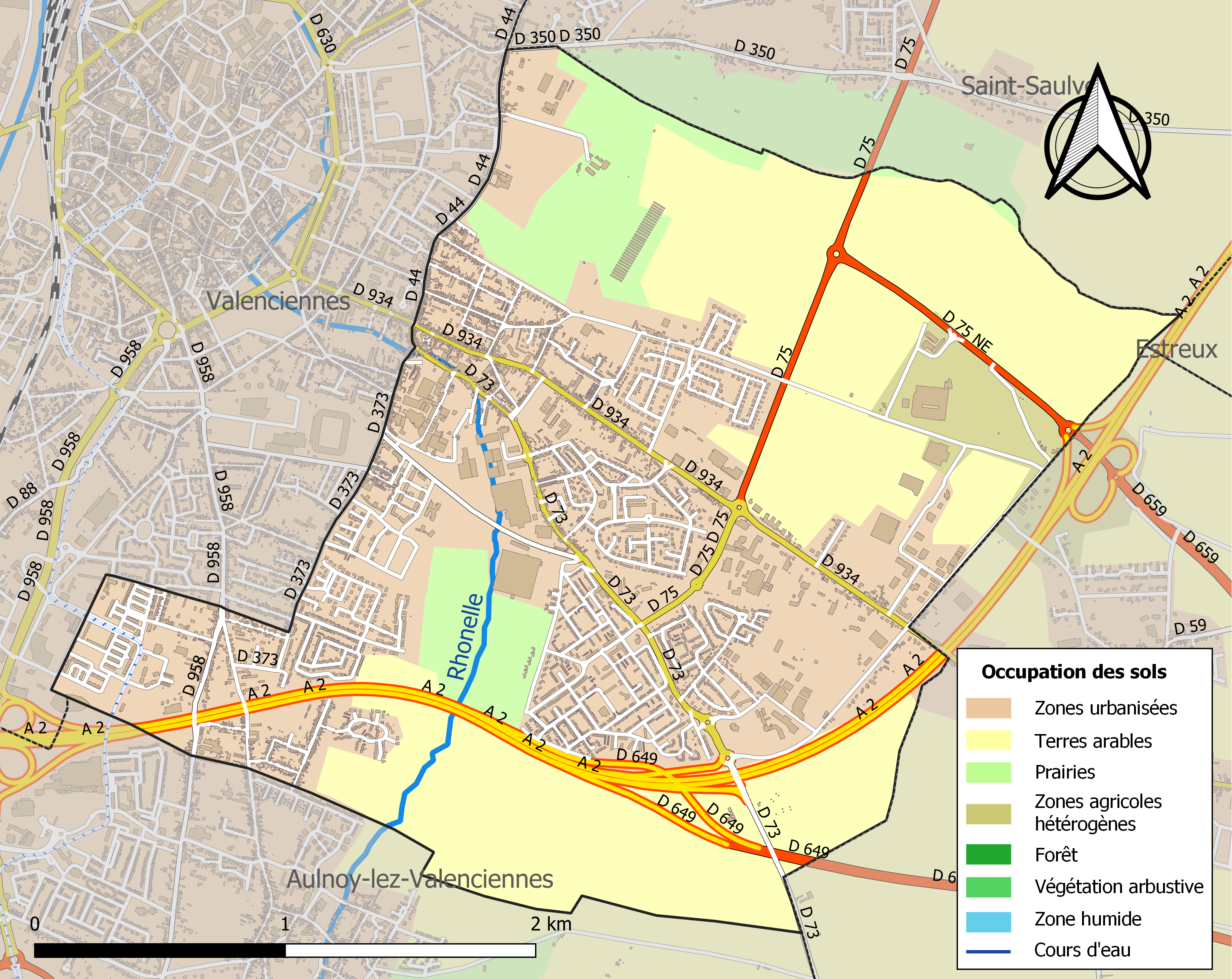
马尔利土地利用情况地图

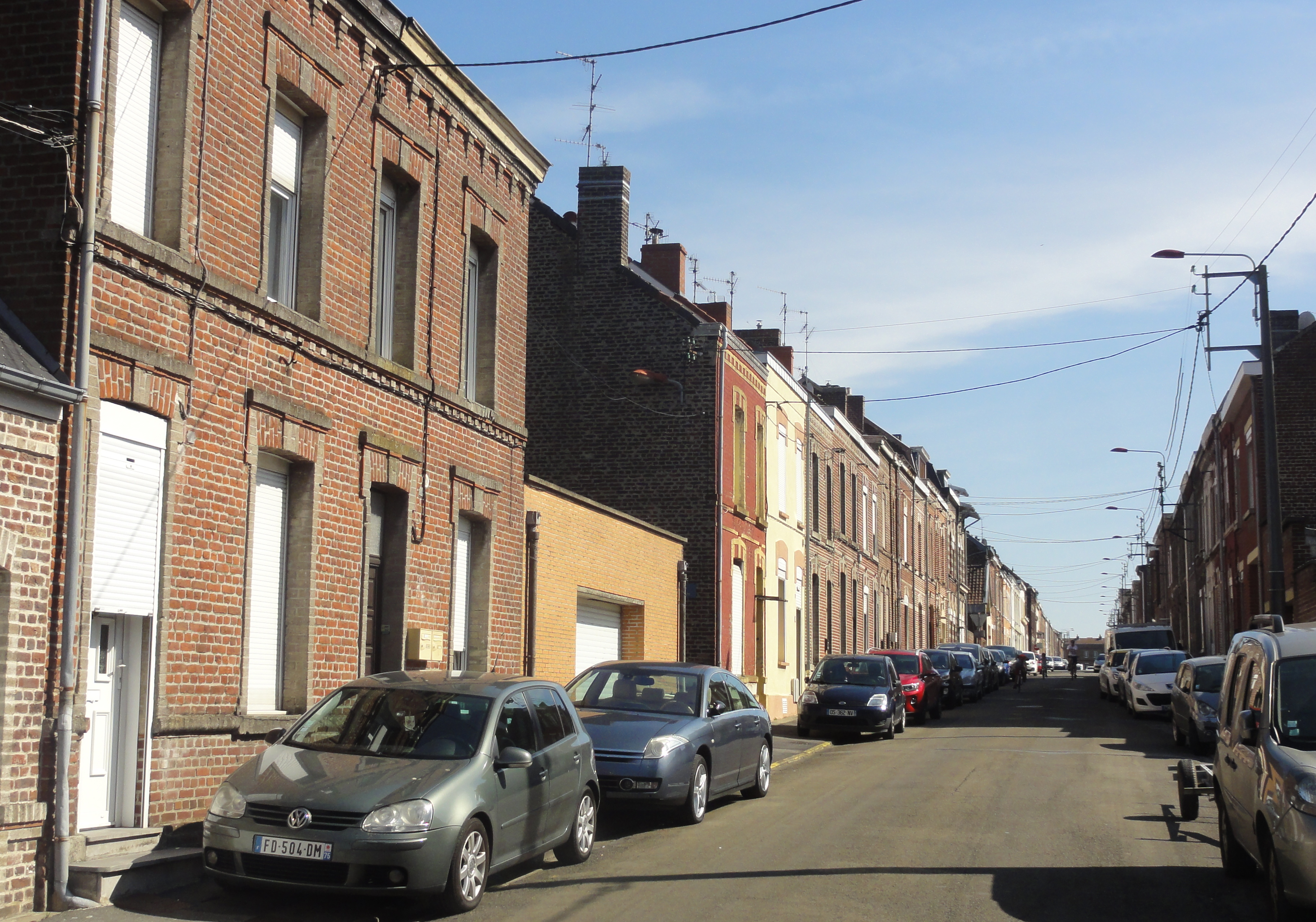
马尔利镇中心的枪战街

### 教育
马尔利属于里尔学区。截止2020年1月1日，马尔利境内共有4所幼儿园、5所小学、1所初级中学和1所职业高中。2018至2019学年度，马尔利境内共有在校中等教育阶段学生563名。

### 医疗
截止2020年1月1日，马尔利境内共有全科医生13名、保健师17名、牙医4名和护士23名。境内共有药房5家、残疾人帮扶中心2家。
距离马尔利最近的区域性医疗机构为瓦朗谢讷中心医院（Centre Hospitalier de Valenciennes），其主病区位于瓦朗谢讷市区西部，距离马尔利市区的正常车程约10分钟，该院设有床位1697个，是当地规模最大的公立综合性医院。

### 住房
2018年，马尔利境内共有各类住房5,749套，其中68.6%为独立式居民区，主要分布于市区X部；29.2%为集中式居民区，主要分布于市区X部。常住房屋占马尔利市镇范围内居民建筑总量的92.0%。
在住房保障政策方面，2020年，马尔利境内共有1,687户家庭获得了住房经济补助，受益人数占总人口数量的14.0%，其中1,607份为房租补助。

### 商业
2019年，马尔利境内共有各类实体商铺204家，其中餐厅26家、大型超市4家、杂货店3家、面包房5家、肉铺5家、书店1家、装饰品店1家、银行门店3家、美容美发店20家、汽车维修店16家。马尔利市区建有一家家乐福购物超市。

### 体育
2020年，马尔利境内共有4间体育馆、1座综合体育场、4处网球场、4处足球或橄榄球场、1处篮球或排球场以及1处高尔夫球场。
截至2022年11月，马尔利境内共有五家注册足球俱乐部。马尔利市政体育联盟（USM Marly，编号520301）是当地的代表性足球队，成立于1963年，其主队2022至2023赛季参加北部省足球联赛甲组（法国第九级别），其主场为安德烈·德纳耶球场（Stade André Denayer）。

### 环境
马尔利的环境事务由其所属的瓦朗谢讷都会城市圈公共社区联合各级政府协调负责。2019年，马尔利境内共有2家污染企业。

### 治安
马尔利及其附近的共46个市镇是瓦朗谢讷警区（zone police de Valenciennes）的管辖范围。2020年，该警区累计记录各类案件14,465起，其中盗窃类案件6,899起，经济类案件1,459起，毒品交易类案件489起。

## 文化

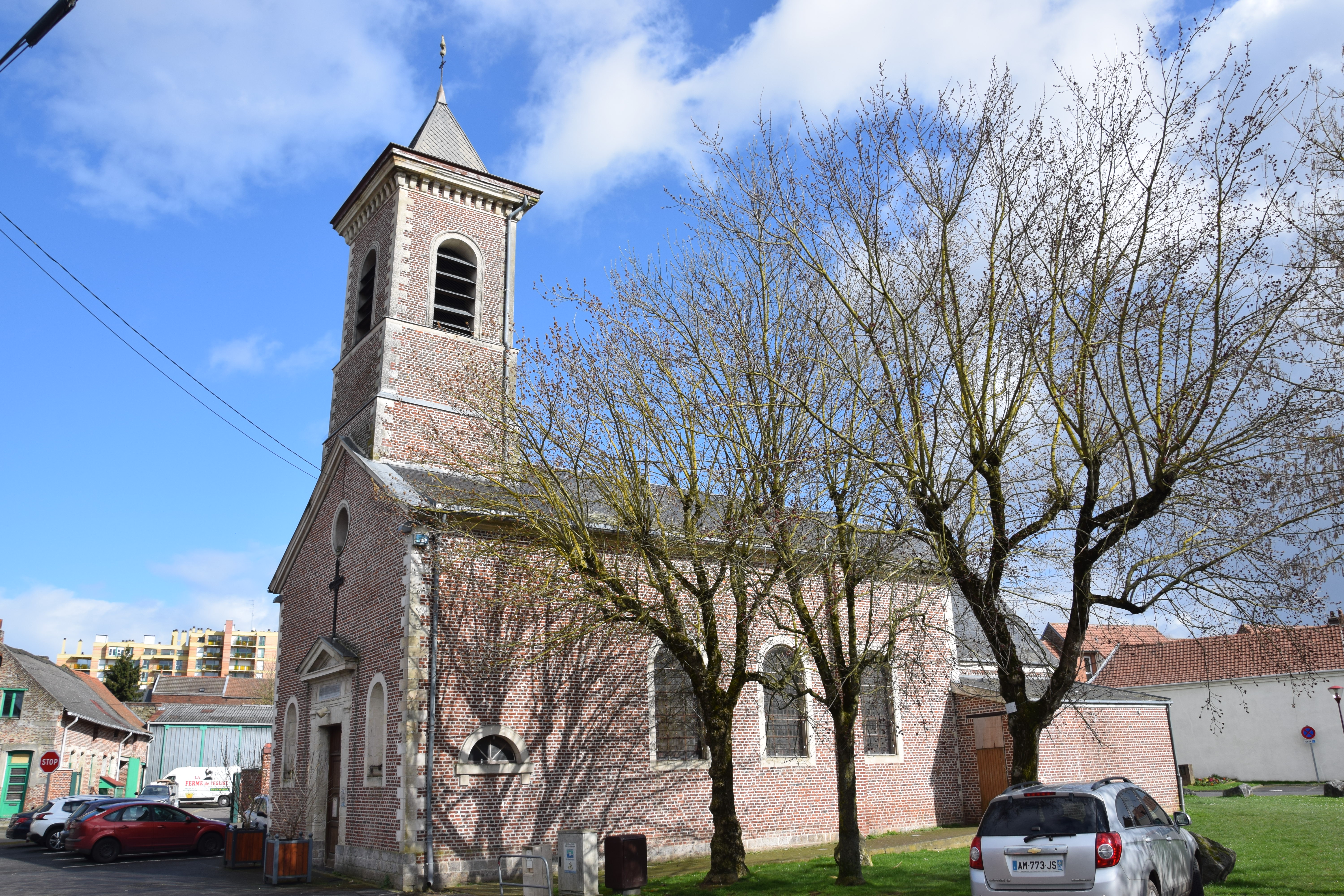
圣雅各教堂

2020年，马尔利境内暂无任何文化设施。

### 建筑
马尔利境内有多处历史建筑，其中圣雅各教堂（Église Saint-Jacques de Marly）、圣伯多禄教堂（Église Saint-Pierre de Marly）等是当地的地标性建筑物。

### 旅游
马尔利的旅游事务由其所属的瓦朗谢讷都会城市圈公共社区负责。2021年，马尔利境内共有1家酒店共计83间房间。

### 媒体
法国主要的媒体均可在马尔利接收，法国电视三台下属的上法兰西大区频道在部分时段播出马尔利所属区域的地方新闻。《北部之声》、蓝色法兰西北部广播等是当地主要的地方性媒体。

## 友好城市
截至2023年3月，马尔利暂未建立任何友好城市关系。